# Aéroport de Pavlodar
L’aéroport de Pavlodar ( russe :  аэропорт Кокшетау ) (code IATA : PWQ • code OACI : UASP) est un aéroport desservant la ville de Pavlodar, au Kazakhstan.

## Situation
| \| 100 km1:25 028 000 \| Turkestan Aktaou Aktioubé Almaty Astana Atyraw Balkhach Chimkent Jezkazgan Kökşetaw Kostanaï Kyzylorda Öskemen Ourdchar Oucharal Oural Pavlodar Petropavl Sary-Arka Semeï Taldykourgan Taraz |
| 100 km1:25 028 000 |

## Compagnies et destinations

### Passagers
| Compagnies  | Destinations               |
| ----------- | -------------------------- |
| S7 Airlines | Moscou-Domodédovo          |
| Air Astana  | Noursoultan, Almaty        |
| SCAT        | Almaty                     |
| Belavia     | Minsk                      |
| I-Fly       | Antalya                    |
| AtlasJet    | Antalya                    |
| Aeroflot    | Saint-Pétersbourg-Poulkovo |
| Irtysh Air  | Almaty                     |